# III. (germanisches) SS-Panzerkorps
Das III. (germanische) SS-Panzerkorps war im Zweiten Weltkrieg ein Großverband der Waffen-SS auf Korpsebene. Die Bezeichnung „germanisch“ brachte den politischen Anspruch zum Ausdruck, die Kontingente der ausländischen Freiwilligenbewegung im Sinne des vom SS-Hauptamt propagierten Pangermanismus in einem Armeekorps zu vereinigen. Tatsächlich rechtfertigt weder die Größe des Truppenverbandes noch dessen Personalstruktur die Bezeichnung als ein „germanisches“ „Korps“. Die Mannschaften bestanden mehrheitlich aus Rumäniendeutschen, während drei Viertel des Führungskorps sogenannte „Reichsdeutsche“ waren. Der Reichsführer SS Heinrich Himmler verstand es als pangermanisches Korps, das auf lange Sicht germanische Truppen zur Unterstützung der Waffen-SS heranziehen sollte.

## Geschichte
Auf Befehl vom 30. März 1943 wurde das Panzerkorps ab Juli 1943 auf dem Truppenübungsplatz Grafenwöhr hauptsächlich aus Teilen der Division „Wiking“ aufgestellt. Parallel dazu entstanden auch die Strukturen der 11. SS-Freiwilligen-Panzergrenadier-Division „Nordland“ (hauptsächlich aus der „Freiwilligen-Legion Norwegen“ und dem „Freikorps Danmark“ heraus gebildet) und der 23. SS-Freiwilligen-Panzergrenadier-Division „Nederland“ (wurde im Oktober 1943 in eine Panzer-Grenadier-Brigade, aufgrund Personalmangels, geändert), welche dazu bestimmt waren, zusammen das neue Panzerkorps zu bilden. Nach drei Monaten wurde das Korps als einsatzbereit angesehen. Es bestand zu mehr als der Hälfte aus rumänischen Volksdeutschen, auf der Führungsebene zu drei Vierteln aus Reichsdeutschen.
Bereits während der Aufstellung wurde das Korps im August 1943 unter dem Kommando des SS-Obergruppenführers Felix Steiner auf den Balkan verlegt und der 2. Panzerarmee unterstellt. Dort sollte es an den Kämpfen gegen die jugoslawischen Partisanen teilnehmen. Nach der Kapitulation Italiens im September 1943 waren die Verbände des Korps jedoch hauptsächlich mit der Entwaffnung verbliebener italienischer Verbände beschäftigt. In den folgenden Monaten stand das Korps in teils heftigen Kämpfen gegen Partisaneneinheiten. Bei der Partisanenbekämpfung in Kroatien beteiligte sich das im Rahmen des Korps eingesetzte SS-Panzer-Grenadier-Regiment Danmark am Niederbrennen von Dörfern und Erschießungsaktionen.
Im November/Dezember 1943 erfolgte die Verlegung des kompletten Korps an die nördliche Ostfront, wo es unter das Kommando der 18. Armee trat. Nunmehr unter dem Kommando von SS-Obergruppenführer Georg Keppler war das Korps im Januar und Februar 1944 an den Abwehrkämpfen gegen Offensiven der Roten Armee beteiligt (→ Leningrad-Nowgoroder Operation). Im Laufe der Kämpfe wurde das Korps zum Rückzug bis in den Raum Narva gezwungen. In diesem Raum stellte es ab März 1944 den Kern der neuen Armeeabteilung Narwa und hielt die Frontlinie bis zum Sommer (→ Schlacht um den Brückenkopf von Narva). Im Zuge der sowjetischen Operation Bagration im Juni/Juli 1944 und aufgrund steigenden Drucks der Roten Armee musste sich das Korps jedoch im Rahmen der Heeresgruppe Nord weiter zurückziehen, wobei es bis Januar 1945 in dauernden Kämpfen mit den nachdrängenden sowjetischen Verbänden stand (→ Baltische Operation). So war das Korps bereits kurz nach seiner Aufstellung in „eine ununterbrochene Reihe von Abwehr- und Rückzugsgefechten“ verwickelt.
Im Februar 1945 wurde das Panzerkorps per Schiff nach Pommern verlegt, um dort mit anderen Truppen die neu aufgestellte 11. Armee zu bilden, die an den nördlichen Abschnitten der Oder-Front und während des offensiven „Unternehmens Sonnenwende“ eingesetzt werden sollte. Danach wurde das mittlerweile fast vollständig aufgeriebene Panzerkorps als Reserve der 3. Panzerarmee verwendet. Anfang März 1945 wurde die „Armeegruppe Steiner“ mit letzten Resten der 11. SS-Freiwilligen-Panzergrenadier-Division, der 28. SS-Freiwilligen-Grenadier-Division, der 27. SS-Freiwilligen-Grenadier-Division, der 23. SS-Grenadier-Division und den dem ehemaligen III. (germ.) Panzerkorps unterstellten Verbänden gebildet, die Berlin von Norden her entsetzen sollte. Das Korps brach im Endkampf um Berlin endgültig zusammen.

## Bedeutung
Das III. (germanische) SS-Panzerkorps trug mit seinen militärischen Leistungen während der letzten Gefechte des Zweiten Weltkriegs zur kurzfristigen Stabilisierung der deutschen Front bzw. der Verzögerung des Zusammenbruchs des Dritten Reiches zusammen mit den restlich verbliebenen Großverbänden bei. Diese Leistungen heben das Korps jedoch weniger aus der Masse der übrigen Großverbände hervor, sondern eher seine politisch-ideologische Bedeutung, die sich schon im Namen „germanisches Korps“ zeigt. Ihr ideologisch-propagandistischer Charakter bestand in der Zusammenfassung europäischer Freiwilliger in eigenen militärischen Großverbänden, die der von der SS gegenüber den besetzten Ländern propagierten Denationalisierung ihren organisatorischen Rahmen gaben. Die Propaganda-These von der Abwehrschlacht der gesamteuropäischen („germanischen“) Kräfte gegen den Bolschewismus osteuropäischer/ostasiatischer Natur, schien sich, so der Historiker Bernd Wegner, im pangermanischen III. SS-Panzerkorps klarer als irgendwo sonst zu zeigen. Zudem war die Aufstellung des Korps ein erster Hinweis darauf, wie Heinrich Himmler sich die Nachkriegsordnung im Falle eines siegreichen Deutschen Reiches vorstellte. Er sah das Korps auch als Test für eine gesamtgermanische Wehrpflicht beziehungsweise eine „gesamtgermanische Armee“, eine Idee, die er Hitler schon ab 1942 unterbreitete. Allerdings war diese nicht als Teil der Waffen-SS gedacht, sondern sollte dieser untergeordnet sein.

## Kommandierende Generale
- 1. Mai 1943 bis 30. Oktober 1944: SS-Obergruppenführer und General der Waffen-SS Felix Steiner
- 30. Oktober 1944 bis 4. Februar 1945: SS-Obergruppenführer und General der Waffen-SS Georg Keppler
- 4. Februar 1945 bis 11. Februar 1945: SS-Obergruppenführer und General der Waffen-SS Matthias Kleinheisterkamp
- 11. Februar 1945 bis 5. März 1945: Generalleutnant Martin Unrein
- 5. März 1945 bis 8. Mai 1945: SS-Obergruppenführer und General der Waffen-SS Felix Steiner

## Gliederung
| Korpstruppen | Korpstruppen |
| --- | ------------ |
| - Fliegerstaffel - SS-Korpskartenstelle (mot.) 103 - schwere SS-Panzer-Abteilung 103/503 - SS-Flugabwehrkanonen-Abteilung 103 - 1. SS-Flugabwehr-Kompanie - 2. SS-Flugabwehr-Kompanie - SS-Artillerie-Kommandeur III - SS-Werfer-Abteilung 103/503 - SS-Vielfachwerfer-Batterie 521 - schwere SS-Beobachtungsbatterie (mot.) 503 - SS-Korps-Nachrichten-Abteilung 3/103 - SS-Wehrgeologen-Kompanie - - 1. SS-Kraftfahr-Kompanie 103 - 2. SS-Kraftfahr-Kompanie 103 - SS-Kraftfahrzeug-Instandsetzungs-Zug - SS-Bekleidungs-Instandsetzungs-Kompanie - SS-Korps-Sanitäts-Abteilung 103 - SS-Korps-Sanitäts-Kompanie 503 - SS-Feldlazarett 503 - SS-Feldpostamt (mot.) 103 - SS-Kriegsberichter-Kompanie (mot.) - SS-Feldgendarmerie-Trupp (mot.) 103 - SS-Korps-Sicherungs-Kompanie 103 - SS-Sturm-Kompanie 103 - SS-Pflegestelle 156/RuSHA - SS-Korps Pionierführer 103 |              |

| Zeitpunkt          | Verbände |
| ------------------ | --- |
| 26. Dezember 1943  | 9. Luftwaffen-Feld-Division, 10. Luftwaffen-Feld-Division, 11. SS-Freiwilligen-Panzergrenadier-Division, Kampfgruppe SS-Polizei-Division                      |
| 16. September 1944 | Division z. b. V. 300, 20. Waffen-Grenadier-Division, 11. SS-Freiwilligen-Panzergrenadier-Division, 4. SS-Brigade, 5. SS-Brigade, 6. SS-Brigade               |
| 1. März 1945       | 11. SS-Freiwilligen-Panzergrenadier-Division, 28. SS-Freiwilligen-Grenadier-Division, 27. SS-Freiwilligen-Grenadier-Division, 23. SS-Panzergrenadier-Division |